# Дернау
Дернау (нім. Dernau) — громада в Німеччині, розташована в землі Рейнланд-Пфальц. Входить до складу району Арвайлер. Складова частина об'єднання громад Альтенар.
Площа — 5,72 км2. Населення становить 1700 ос. (станом на 31 грудня 2020).